# Торнако
Торнако (итал. Tornaco) је насеље у Италији у округу Новара, региону Пијемонт.
Према процени из 2011. у насељу је живело 789 становника. Насеље се налази на надморској висини од 123 м.

## Становништво
Према резултатима пописа становништва 2011. у општини је живело 876 становника.
| 1931. | 1936. | 1951. | 1961. | 1971. | 1981. | 1991. | 2001. | 2011. |
| ----- | ----- | ----- | ----- | ----- | ----- | ----- | ----- | ----- |
| 1.539 | 1.481 | 1.460 | 1.296 | 1.030 | 906   | 839   | 878   | 876   |